# Equipe chilena na Copa Davis
A equipe chilena na Copa Davis representa o Chile na Copa Davis, principal competição de tênis masculina por equipes do mundo. É administrada pela Chile Tennis Federation.

## Última convocação
Pela fase de grupos do Finals, em setembro de 2023.
- Cristian Garín
- Nicolás Jarry
- Gonzalo Lama
- Alejandro Tabilo
- Marcelo Tomás Barrios Vera